# Lebanon (Missouri)
Lebanon ist die Bezirkshauptstadt (County Seat) des Laclede County im US-Bundesstaat Missouri in den Vereinigten Staaten von Amerika und hat 15.013 Einwohner bei einer Bevölkerungsdichte von 425 Einwohnern/km² (Stand: Volkszählung 2020). Lebanon ist die Geburtsstadt des Architekten Antoine Predock, des NASA-Astronauten Michael Scott Hopkins und des Dramatikers Lanford Wilson.

## Geografie
Der Ort liegt südlich des geographischen Zentrums von Missouri an der Interstate 44, die hier Teil der besser bekannten Route 66 ist, etwa 90 km nordöstlich von Springfield, etwa 250 km nordwestlich von Kansas City und hat eine Gesamtfläche von 35,4 km², wovon 0,1 km² Wasserfläche sind. 

## Geschichte
1849, bei der Bildung des Laclede County, wurde Lebanon zur Bezirkshauptstadt gewählt, hatte damals aber den Namen Wyota, nach den Indianern, die hier früher lebten, und wurde erst später nach dem gleichnamigen Ort Lebanon in Tennessee umbenannt. Der erste Siedler in diesem Gebiet soll bereits 1820 Jesse Ballew gewesen sein. Während des Amerikanischen Bürgerkriegs wurde die Stadt mehrmals sowohl von den Truppen der Unionsstaaten und den Konföderierten besetzt.

## Söhne und Töchter der Stadt
- Phil M. Donnelly (1891–1961), Rechtsanwalt, Politiker (Demokratische Partei) und Gouverneur von Missouri
- Michael S. Hopkins (* 1968), Colonel der U.S. Air Force und NASA-Astronaut
- Antoine Predock (1936–2024), Architekt
- Thomas L. Rubey (1862–1928), Politiker und Vertreter von Missouri im US-Repräsentantenhaus
- Jim Widner (1946–2021), Jazzmusiker (Kontrabass), Hochschullehrer und Professor und Direktor des Studiengangs Jazz an der University of Missouri–St. Louis
- Lanford Wilson (1937–2011), Dramatiker